# イラチSC
イラチSC (ポルトガル語: Iraty Sport Club) は、ブラジル・パラナ州イラチを本拠地とするサッカークラブである。

## 歴史
クラブは1914年4月21日にイラチで創設された。創設者はアントニオ・シャヴィエル・ダ・シウヴェイラを筆頭とするスポーツマンの一団だった。イラチSCはパラナ州で最も古いサッカークラブのひとつであり、最初の試合は1914年に行われ、インビツヴェンセに3-0で勝利した。
2002年5月1日、カンピオナート・パラナエンセ（パラナ州選手権）に初優勝して、翌年のコパ・ド・ブラジルに出場した。

## タイトル
- カンピオナート・パラナエンセ：1回
  - 2002

- カンピオナート・パラナエンセ2部：1回
  - 1993

## スタジアム
4,579人収容のエスタジオ・コロネル・エミリオ・ゴメスをホームスタジアムとしている。

## 歴代所属選手
- カイオ・ジュニオール 1998
- ヴェンデウ 2011